# Crocomela unifasciata
Crocomela unifasciata är en fjärilsart som beskrevs av Druce 1885. Crocomela unifasciata ingår i släktet Crocomela och familjen björnspinnare. Inga underarter finns listade i Catalogue of Life.